# 比爾卡 (科洛梅亞區)
48°46′21″N 25°32′23″E / 48.77250°N 25.53972°E
比爾卡（烏克蘭語：Білка），是烏克蘭的村落，位於該國西部伊萬諾-弗蘭科夫斯克州，由科洛梅亚区負責管轄，始建於1745年，面積2.19平方公里，2001年人口109，人口密度每平方公里49.8人。